# Alexandra Daddario
Alexandra Anna Daddario (n. 16 martie 1986, New York City) este o actriță și fotomodel american.

## Filmografie

### Film
| An   | Titlu                                              | Rol            |
| ---- | -------------------------------------------------- | -------------- |
| 2005 | The Squid and the Whale                            | Pretty Girl    |
| 2006 | Pitch                                              | Alex           |
| 2006 | The Hottest State                                  | Kim            |
| 2007 | The Babysitters                                    | Barbara Yates  |
| 2008 | The Attic                                          | Ava Strauss    |
| 2009 | Jonas Brothers: The 3D Concert Experience          | Girlfriend     |
| 2010 | Percy Jackson & the Olympians: The Lightning Thief | Annabeth Chase |
| 2010 | Bereavement                                        | Allison Miller |
| 2011 | Hall Pass                                          | Paige          |
| 2013 | Texas Chainsaw 3D                                  | Heather Miller |
| 2013 | Percy Jackson: Sea of Monsters                     | Annabeth Chase |
| 2013 | Life in Text                                       | Haley Greene   |
| 2014 | Unreachable by Conventional Means                  | Kate           |
| 2014 | Burying the Ex                                     | Olivia         |
| 2015 | San Andreas                                        | Blake          |
| 2016 | The Choice                                         | Monica         |
| 2017 | Baywatch                                           | Summer Quinn   |

### Televiziune
| An        | Titlu                             | Rol                       | Note                                    |
| --------- | --------------------------------- | ------------------------- | --------------------------------------- |
| 2002–2003 | All My Children                   | Laurie Lewis              | 43 episoade                             |
| 2004      | Law & Order                       | Felicia                   | Episodul: "Enemy"                       |
| 2005      | Law & Order                       | Samantha Beresford        | Episodul: "Release"                     |
| 2006      | Conviction                        | Vanessa                   | Episodul: "Pilot"                       |
| 2006      | The Sopranos                      | Another Woman             | Episodul: "Johnny Cakes"                |
| 2009      | Damages                           | Lily Arsenault            | Episodul: "I Lied, Too"                 |
| 2009      | Life on Mars                      | Emily "Rocket Girl" Wyatt | Episodul: "Let All the Children Boogie" |
| 2009      | Nurse Jackie                      | Young Woman               | Episodul: "Pilot"                       |
| 2009      | Law & Order: Criminal Intent      | Lisa Wellesley            | Episodul: "Salome in Manhattan"         |
| 2009–2011 | White Collar                      | Kate Moreau               | 11 episoade                             |
| 2011–2012 | Parenthood                        | Rachel                    | 5 episoade                              |
| 2012      | It's Always Sunny in Philadelphia | Ruby Taft                 | Episodul: "Charlie and Dee Find Love"   |
| 2013      | Chelsea Lately                    | Rolul său                 | Episodul: "Alexandra Daddario"          |
| 2014      | True Detective                    | Lisa Tragnetti            | 4 episoade                              |
| 2014      | New Girl                          | Michelle                  | 2 episoade                              |
| 2014      | Married                           | Ella                      | Episodul: "Pilot"                       |

### Videoclipuri
| An   | Artist          | Titlu         |
| ---- | --------------- | ------------- |
| 2012 | Imagine Dragons | "Radioactive" |
| 2018 | Maroon 5        | ''Wait''      |

### Web
| An        | Titlu    | Rol            |
| --------- | -------- | -------------- |
| 2009–2010 | Odd Jobs | Cassie Stetner |

### Jocuri video
| An   | Titlu                | Rol         |
| ---- | -------------------- | ----------- |
| 2015 | Battlefield Hardline | Dune Alpert |

## Premii și nominalizări
| An   | Premiu             | Categorie                       | Nominalizare                                       | Rezultat     |
| ---- | ------------------ | ------------------------------- | -------------------------------------------------- | ------------ |
| 2010 | Teen Choice Awards | Best Female Breakout            | Percy Jackson & the Olympians: The Lightning Thief | Nominalizare |
| 2013 | MTV Movie Awards   | Best Scared-As-S**t Performance | Texas Chainsaw 3D                                  | Nominalizare |